# Mai 2011
Acest articol este generat integral pe baza informațiilor din articolul 2011 și este actualizat periodic de un robot.
 Editările făcute în articol vor fi șterse la următoarea actualizare! Dacă doriți să faceți modificări, editați articolul-sursă.

ianuarie -
februarie -
martie -
aprilie -
mai -
iunie -
iulie -
august -
septembrie -
octombrie -
noiembrie -
decembrie
Mai 2011 a fost a cincea lună a anului și a început într-o zi de duminică.

## Evenimente

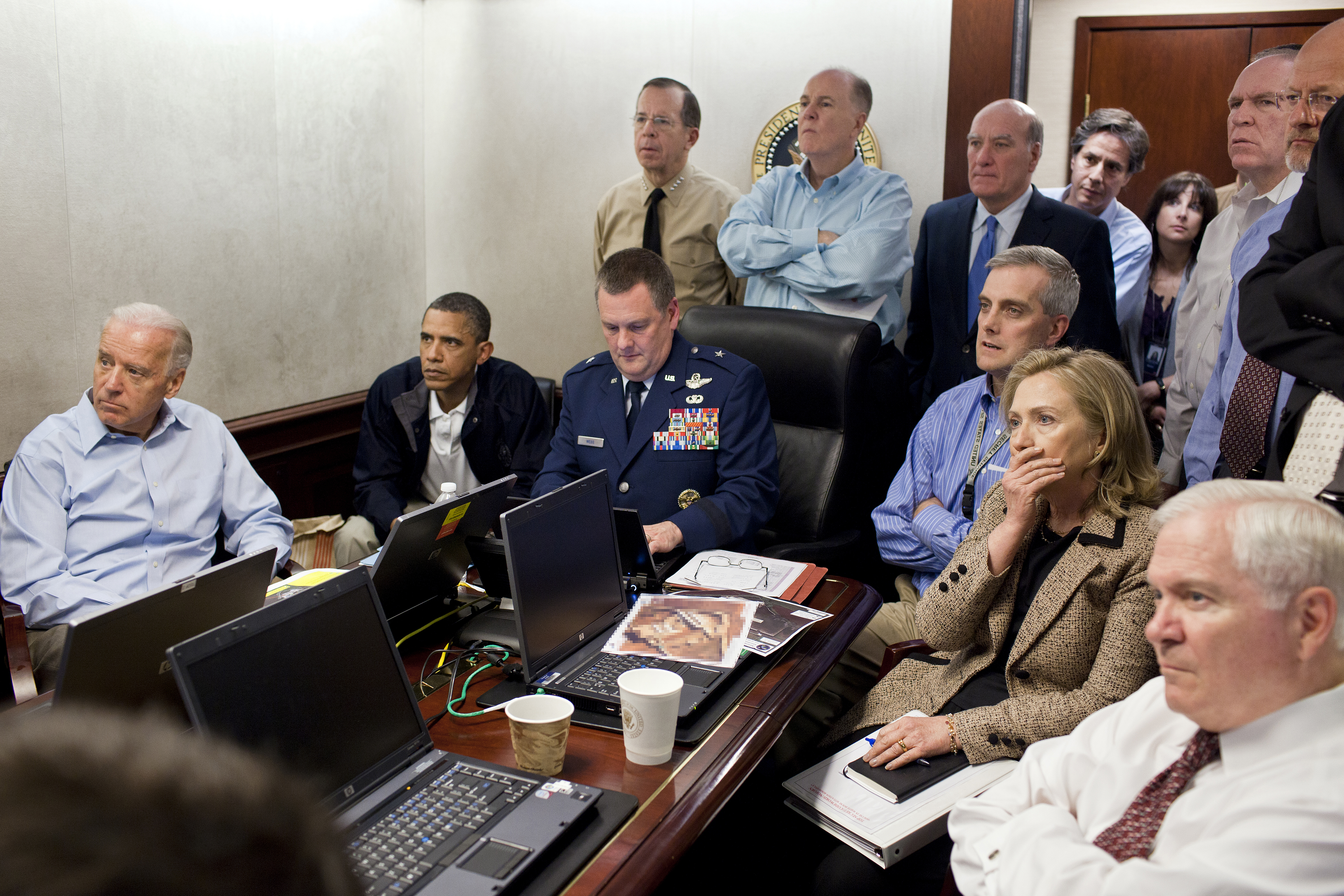
Obama și Biden în așteptarea unor vești despre operațiunea de eliminare a lui Osama bin Laden

- 1 mai: A avut loc beatificarea Papei Ioan Paul al II-lea.
- 1 mai: Președintele american Barack Obama anunță că Osama bin Laden, fondatorul și liderul grupării Al-Qaeda, a fost ucis în timpul unei operațiuni militare americane în Pakistan.
- 11 mai: A avut loc un dublu cutremur în Spania. Au murit cel puțin 10 persoane, iar 40 au fost rănite.[1]
- 14 mai: A avut loc finala Concursului Muzical Eurovision 2011 în Düsseldorf, Germania.
- 15 mai: Este lansat filmul francez mut și alb-negru, "The Artist", premiat la Oscar ca fiind cel mai bun film al anului.
- 22 mai: A erupt vulcanul Grimstovn din Islanda.
- 26 mai: Fostul comandant șef al armatei Republicii Serbia Ratko Mladić căutat pentru genocid, crime de război și crime împotriva umanității a fost arestat în Serbia.
- 27 mai: A început la Sibiu Festivalul Internațional de Teatru.

## Decese
- 2 mai: Leonid Abalkin, 80 ani, economist rus (n. 1930)
- 2 mai: Abu Ahmed al-Kuwaiti, 33 ani, muzician pakistanez (n. 1978)
- 2 mai: Osama bin Laden (n. Usamah bin Muhammad bin Awad bin Ladin), 54 ani, lider Al-Qaeda  (n. 1957)
- 2 mai: Shigeo Yaegashi, 78 ani, fotbalist japonez (n. 1933)
- 24 octombrie: John McCarthy, 84 ani, informatician și matematician american, inventator al limbajului de programare LISP (n. 1927)
- 25 octombrie: Liviu Ciulei (n. Liviu Ioan), 88 ani, regizor român (n. 1923)
- 3 mai: Karl-Günther Bechem, 89 ani, pilot german de Formula 1 (n. 1921)
- 4 mai: Saiyid Amir Hasan Abidi, 91 ani, academician indian (n. 1919)
- 4 mai: Mary Murphy, 98 ani, actriță americană de film (n. 1913)
- 4 mai: Frans Sammut, 65 ani, romancier și scriitor maltez (n. 1945)
- 5 mai: Claude Choules, 110 ani, ultimul veteran australian al Primului Război Mondial (n. 1901)
- 7 mai: Willard Boyle (Willard Sterling Boyle), 86 ani, fizician american (n. 1924)
- 7 mai: Dumitru Branc, 58 ani, primar al municipiului Arad (1996-1998), (n. 1952)
- 7 mai: Miklós Hubay, 93 ani, scriitor maghiar (n. 1918)
- 8 mai: George Guțiu, 87 ani, episcop român (n. 1924)
- 9 mai: Gheorghe Ene, 60 ani, jurnalist român (n. 1950)
- 9 mai: Wouter Weylandt, 26 ani, ciclist belgian (n. 1984)
- 11 mai: Petronėlė Česnulevičiūtė, 86 ani, dramaturgă și traducătoare lituaniană (n. 1925)
- 12 mai: Miyu Uehara (n. Fujisaki Mutsumi), 24 ani, idol japonez (n. 1987)
- 14 mai: Gheorghe Mihăilă, 81 ani, lingvist și filolog român (n. 1930)
- 14 mai: Birgitta Trotzig, 81 ani, scriitoare și critic literar suedez (n. 1929)
- 16 mai: Serghei Covaliov, 66 ani, canoist român (n. 1944)
- 16 mai: Edward Hardwicke (Edward Hardwick), 78 ani, actor englez (n. 1932)
- 18 mai: Seiseki Abe, 96 ani, aikido-can japonez (n. 1915)
- 18 mai: Mircea Horia Simionescu, 83 ani, prozator, publicist și eseist român (n. 1928)
- 20 mai: Serafim Saka (Serafim Saca), 76 ani, scriitor din R. Moldova (n. 1935)
- 20 mai: Randy Savage, 58 ani, wrestler american (n. 1952)
- 22 mai: Nicholas Dimăncescu, 26 ani,  regizor american de origine română (n. 1985)
- 22 mai: Alexandru Ene, 82 ani, fotbalist român (atacant) (n. 1928)
- 23 mai: Éva Cs. Gyimesi, 65 ani, om de știință român de origine maghiară (n. 1945)
- 24 mai: Fănuș Neagu (n. Fănică Neagu), 79 ani, scriitor român (n. 1932)
- 25 mai: Ion Sălișteanu, 82 ani, pictor român (n. 1929)
- 27 mai: Gil Scott-Heron (Gilbert Scott-Heron), 62 ani, rapper american (n. 1949)
- 27 mai: Dumitru Penciuc, 85 ani, general de armată român (n. 1925)
- 29 mai: Ferenc Mádl, 80 ani, președinte al Ungariei (2000-2005), (n. 1931)
- 30 mai: Kalevi Seilonen, 73 ani, scriitor finlandez (n. 1937)